# Сиксанбаево
Сиксанбаево (баш. Һикһәнбай) — деревня в Кугарчинском районе Республики Башкортостан Российской Федерации. Входит в состав Ибраевского сельсовета.

## География

### Географическое положение
Находится у горы Кизлартау (букв. Девичья гора) и впадения в реку Иртюбяк реки Мряушли.
Расстояние до:
- районного центра (Мраково) 17 км,
- центра сельсовета (Ибраево) 6 км,
- ближайшей ж/д станции (Мелеуз) 64 км.

## Население
| 2002 | 2009 | 2010 |
| ---- | ---- | ---- |
| 124  | ↘94  | ↗104 |

Национальный состав
Согласно переписи 2002 года, преобладающая национальность — башкиры (100 %).